# La Guerre du phrax
La Guerre du phrax est un livre de la saga Chroniques du bout du monde, de Paul Stewart et Chris Riddell. Il est paru le 5 février 2009 au Royaume-Uni.

## Résumé
L'histoire se passe 300 ans après le dernier livre, Le Chevalier des clairières franches. Nate Quarter (nom anglais), le personnage principal du livre, habite dans un monde bien différent de celui de ses ancêtres. Le phrax de tempête est exploité, broyé et utilisé pour faire fonctionner les nouveaux navires du ciel, exerçant leur commerce partout sur la Falaise. Ce commerce apporte la prospérité à beaucoup et amène à une forte croissance dans les Grands Bois mais cause également certains problèmes. Il crée un monde de plus en plus divisé entre les plus riches et les plus pauvres et fait remonter à la surface les anciennes rivalités. Ce livre réunit les trois personnages principaux des précédentes saga, Quint, Spic et Rémiz, bien qu'ils vivent à des périodes différentes. Le luminard redevient leur principal ennemi. Ce livre répond en partie à la question qu'y a-t-il sous la Falaise et à beaucoup d'autres laissées sans réponses dans les livres précédents comme ce qu'il va arriver au pilote de pierre. 